# Ejido Santa Úrsula
Ejido Santa Úrsula, även benämnd El Colorado, är en ort i Mexiko, tillhörande kommunen Texcoco i delstaten Mexiko. Ejido Santa Úrsula ligger i den centrala delen av landet och tillhör Mexico Citys storstadsområde. Orten hade 115 invånare vid folkräkningen 2010.